# NGC 1701
NGC 1701 je galaksija u zviježđu Dlijetu.

## Vanjske poveznice
- SEDS: NGC 1701